# 中华人民共和国旅游业

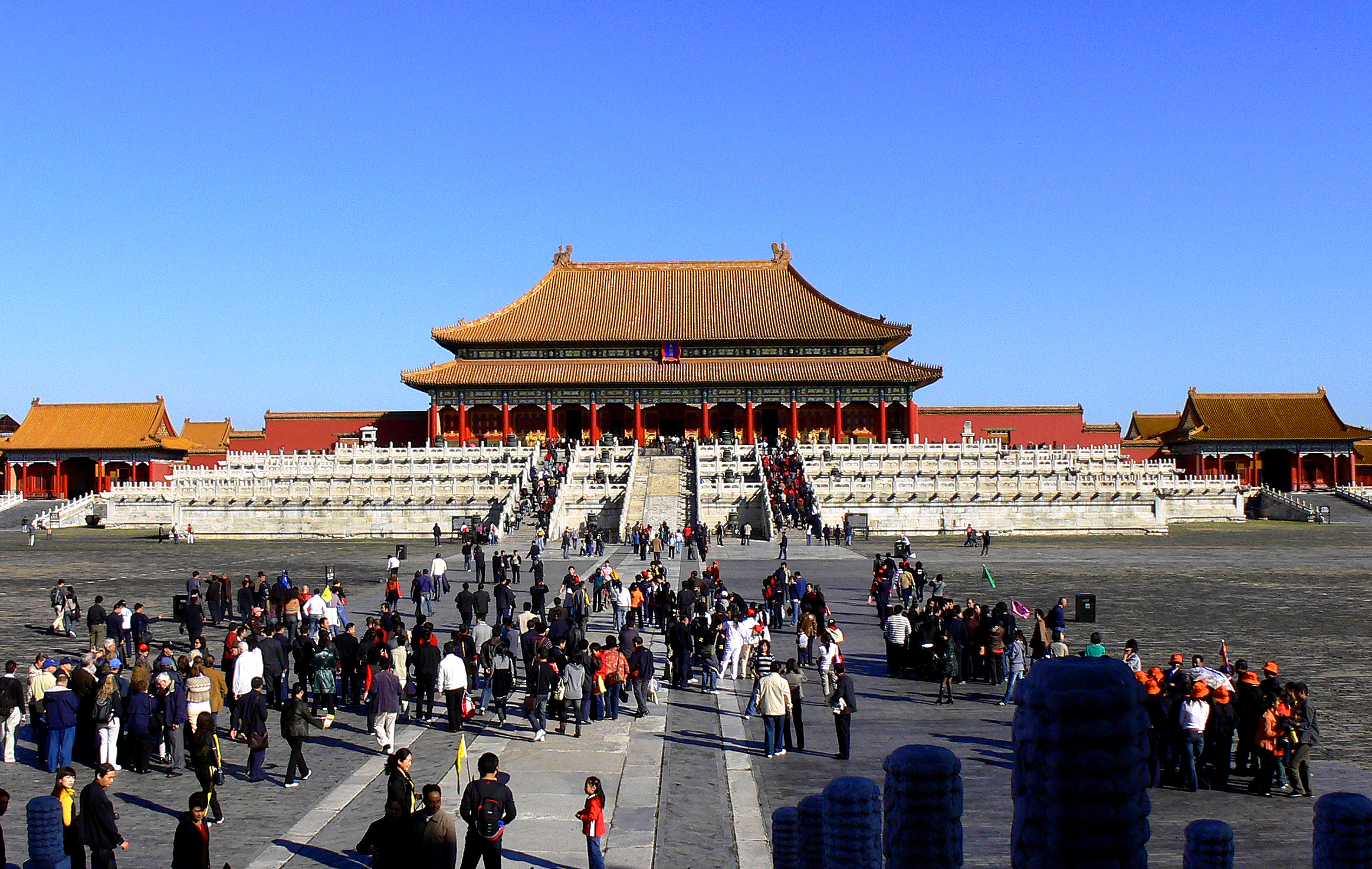
故宫的遊客

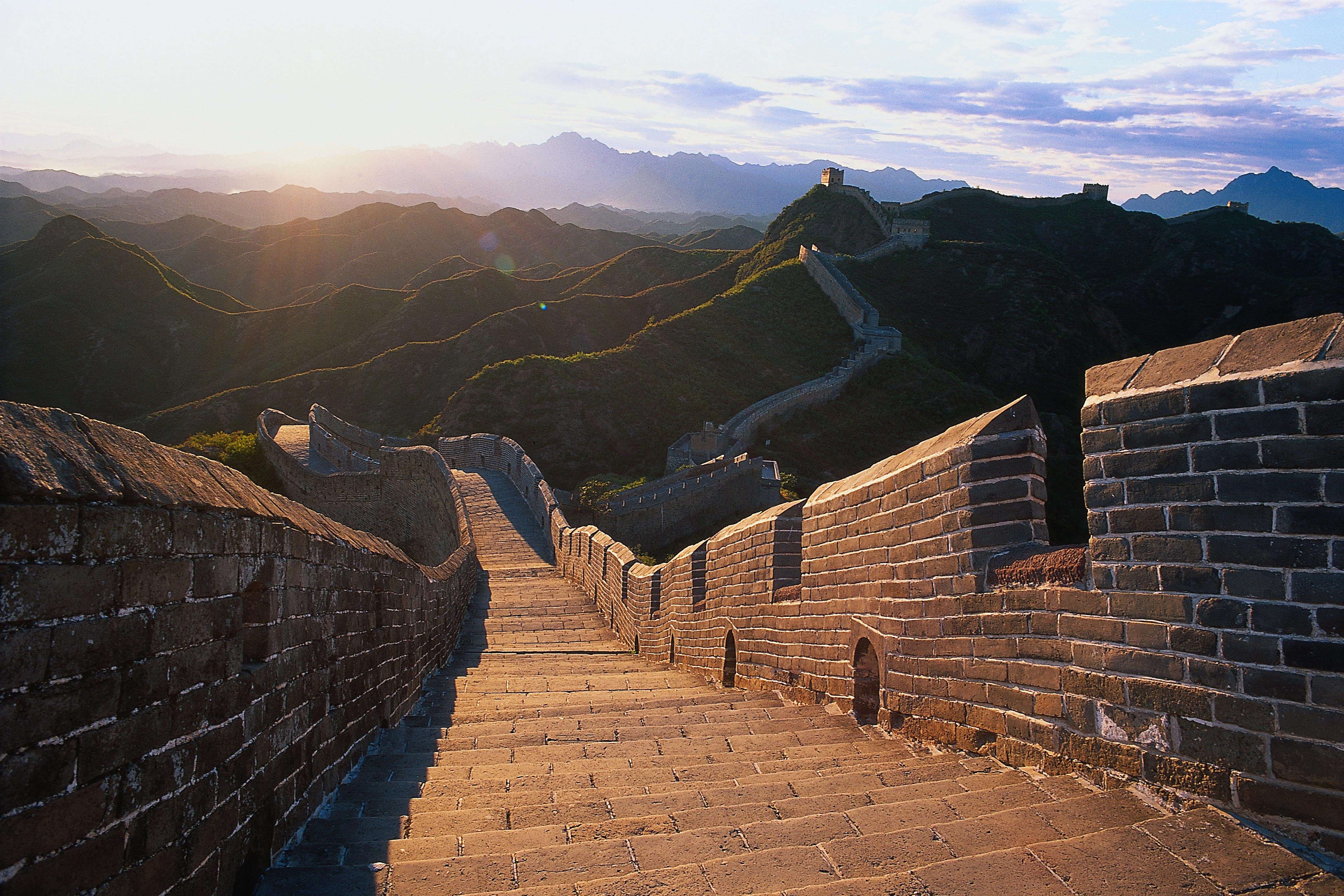
长城

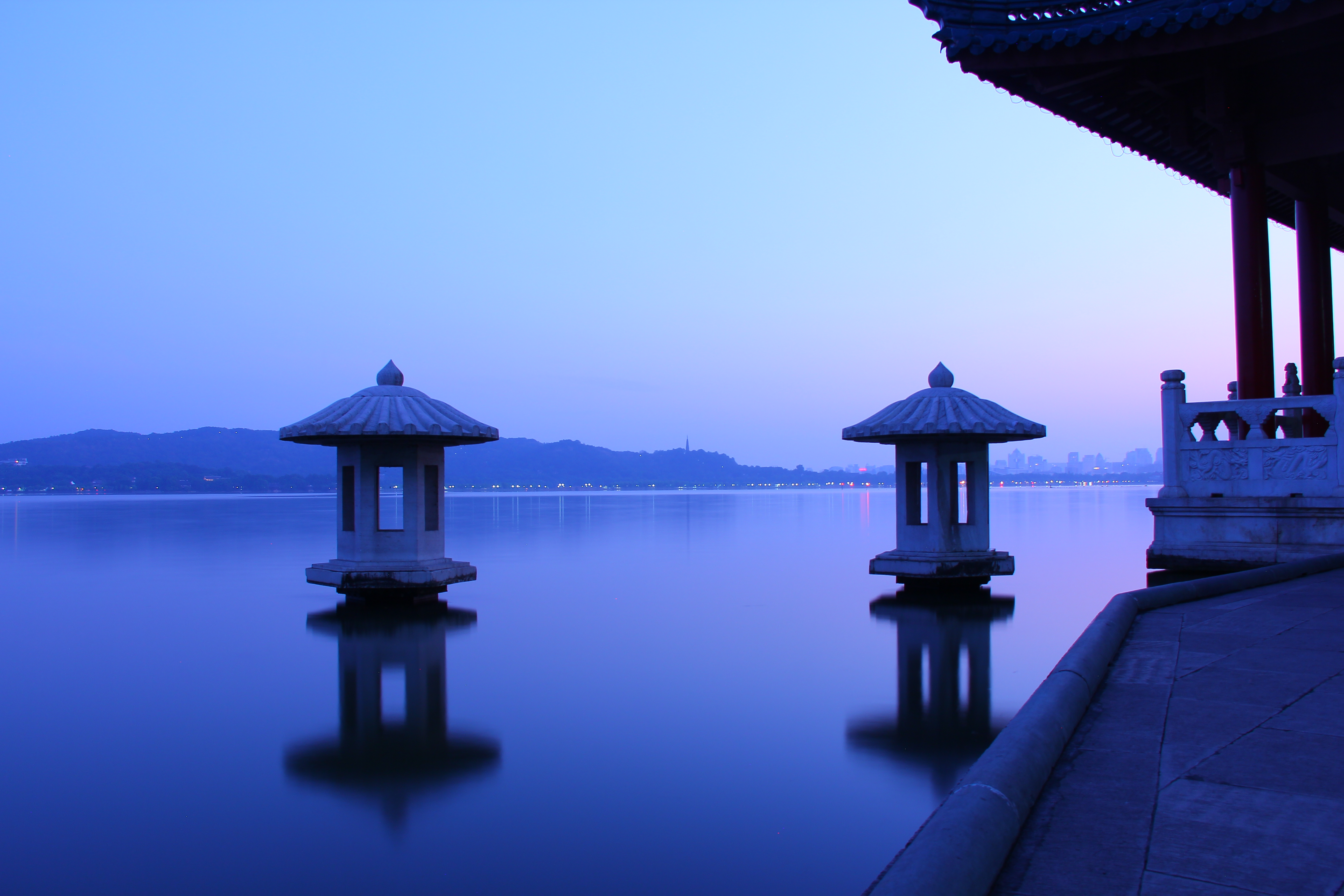
西湖一景-平湖秋月

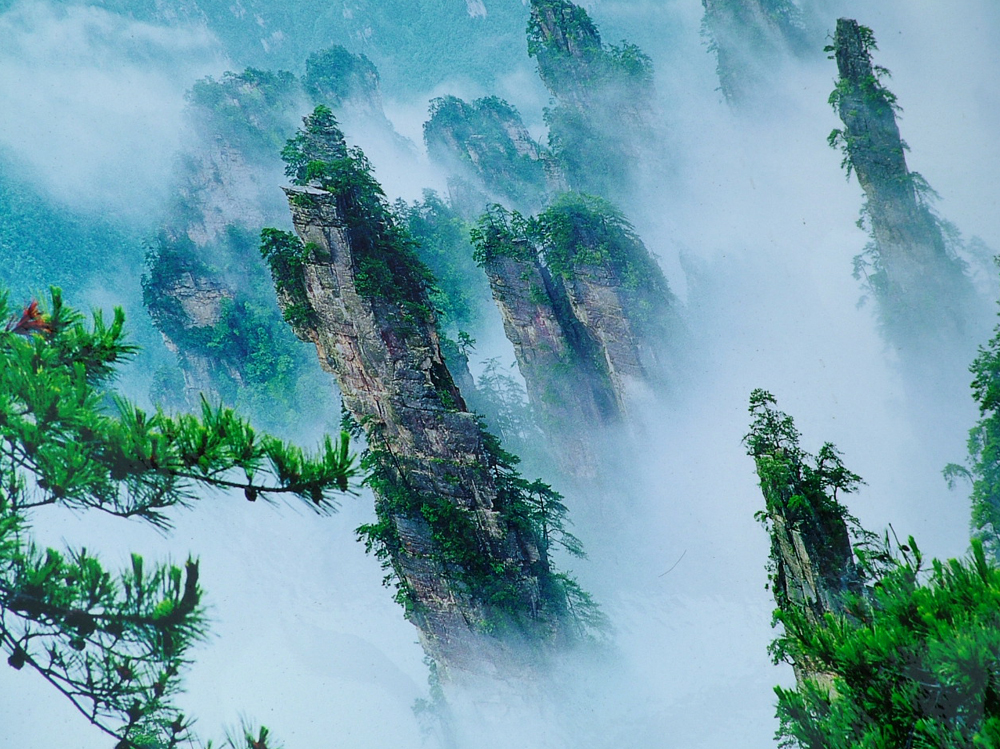
武陵源

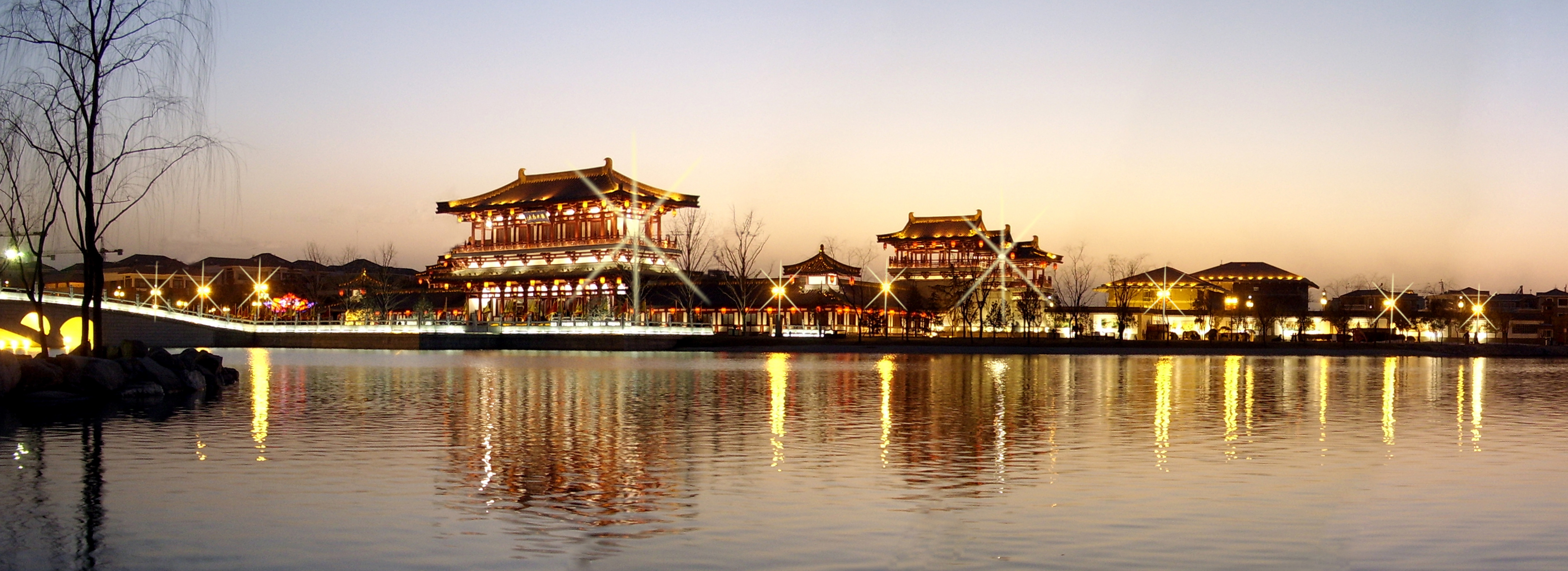
大唐芙蓉园夜景

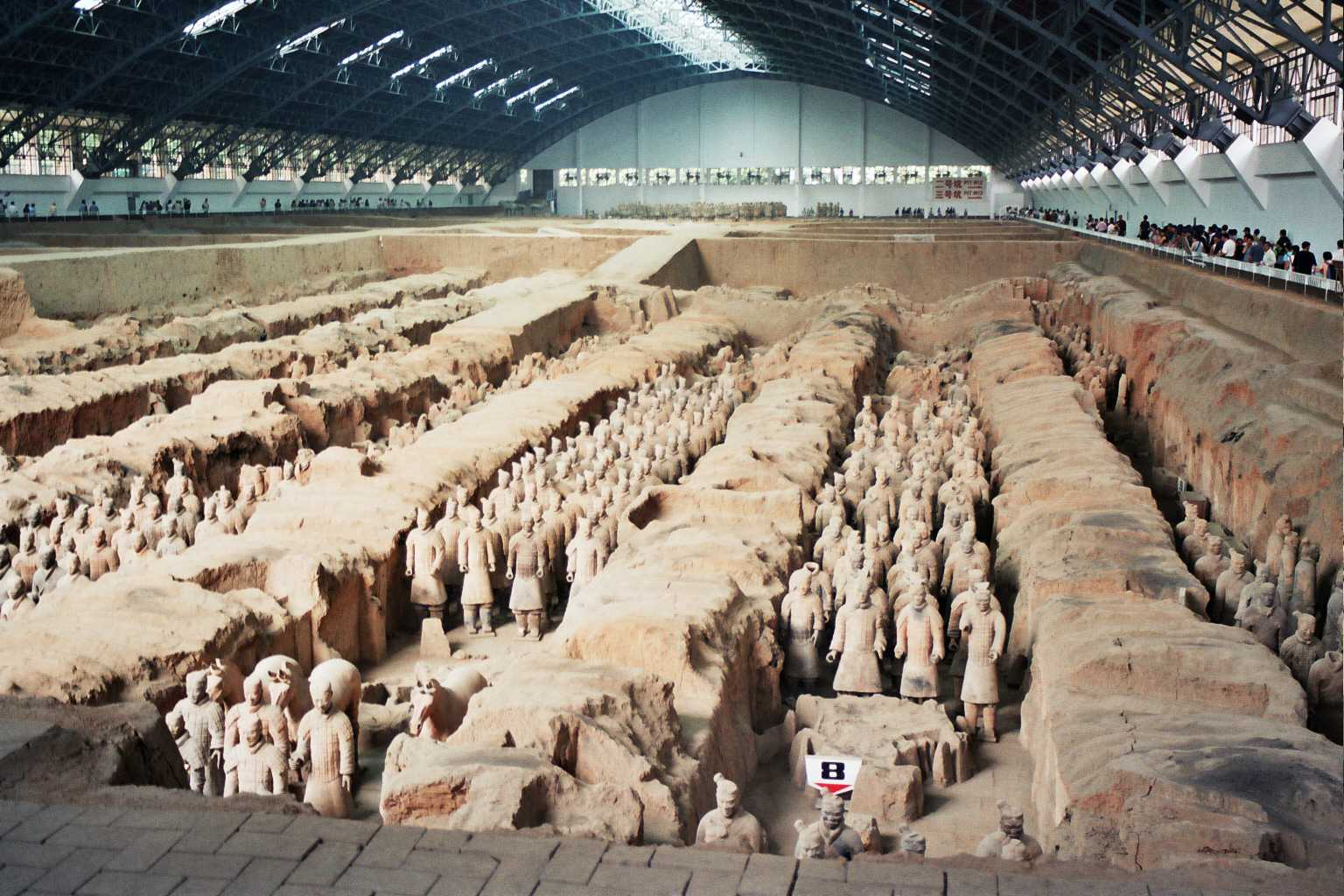
兵馬俑

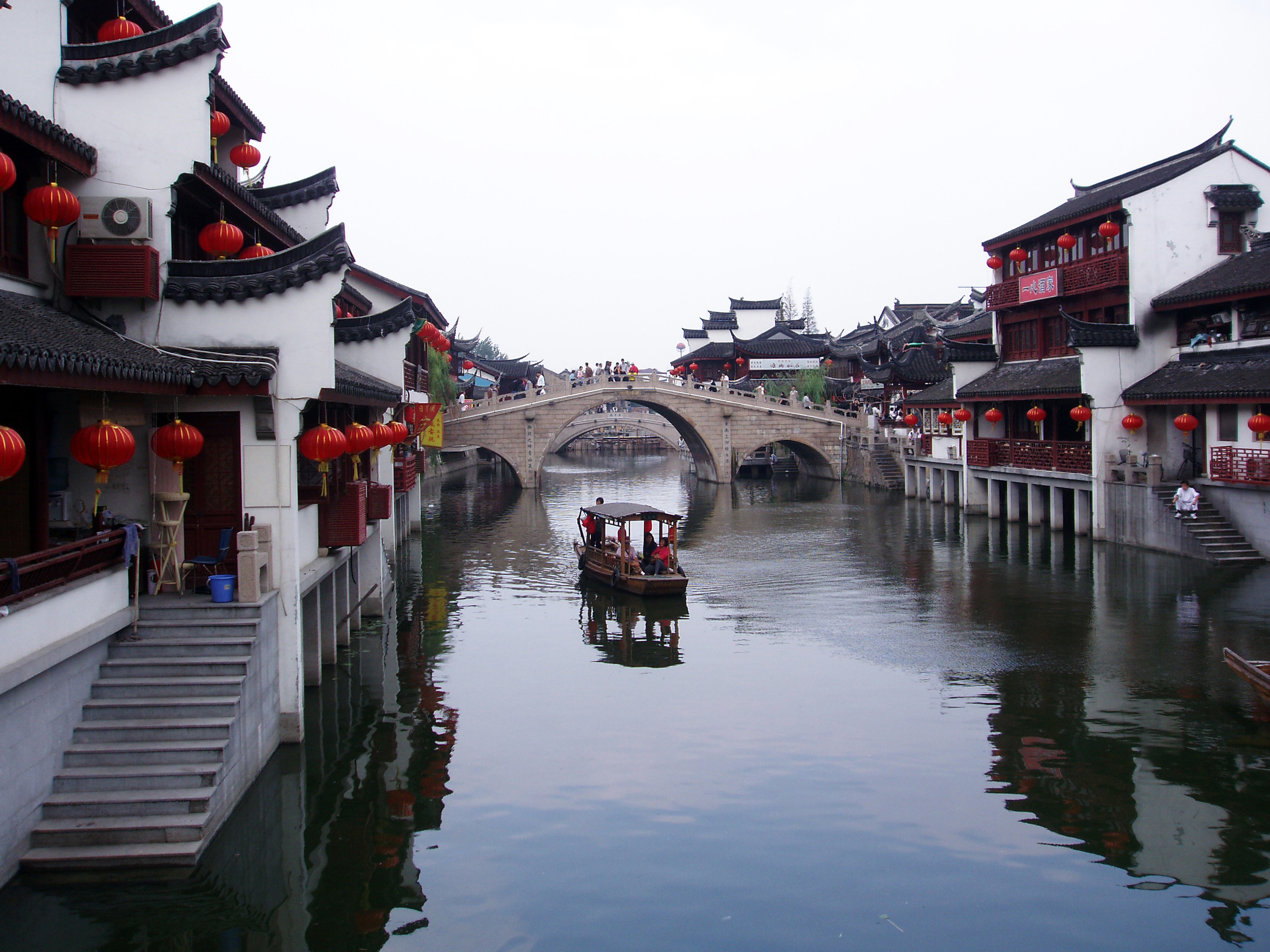
上海七寶鎮

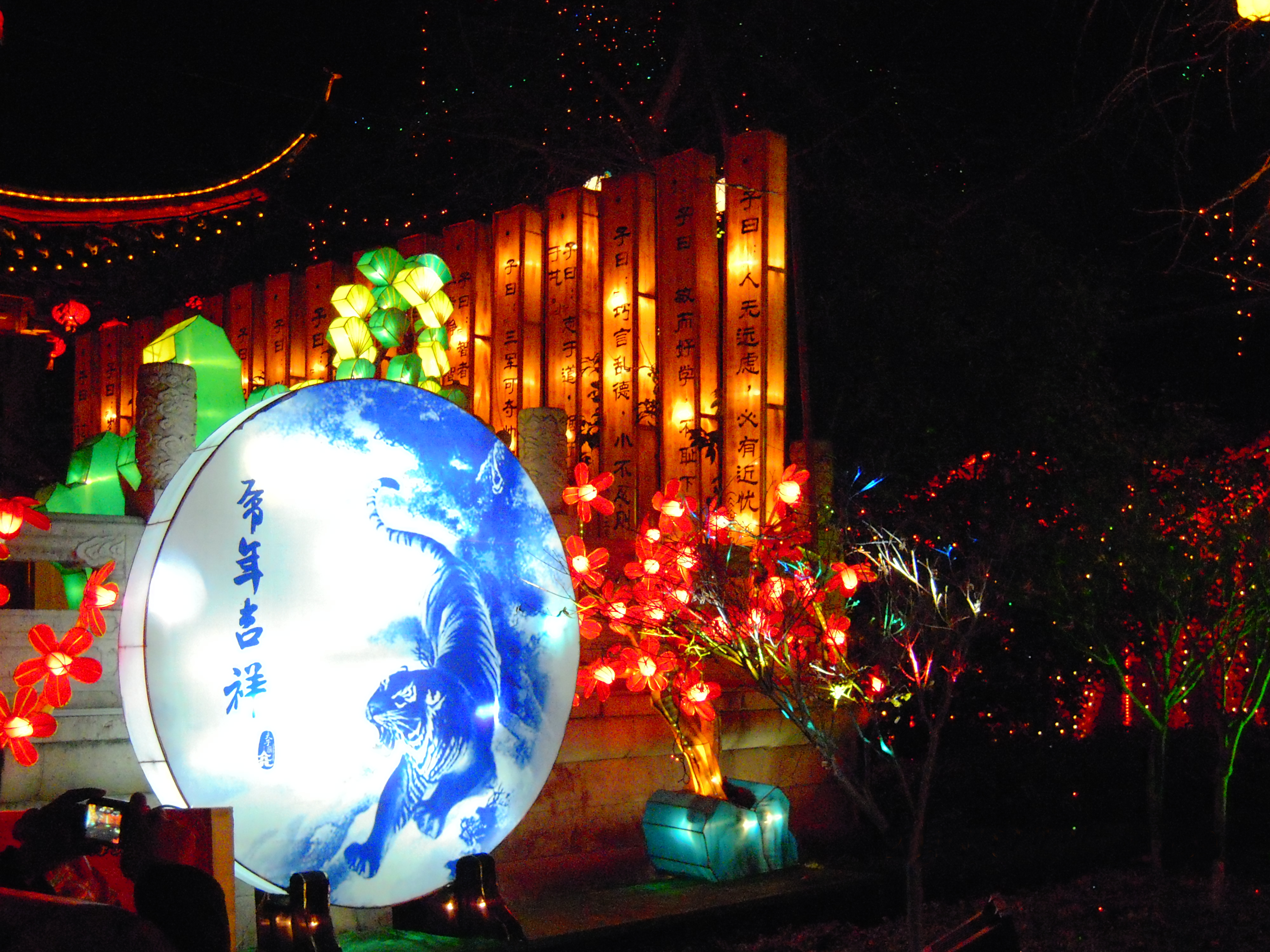
南京元宵節

中華人民共和國旅遊業經過30年的發展，成為今日一個中國經濟的大產業。中國大陸擁有豐富的人文景觀和自然景點，以及新發展的旅遊城市。每年吸引超過1.3億人次中國大陸以外的遊客前往中國大陸旅行，國內旅遊人次也達38億。

## 發展

### 建國初期與改革開放初期
中國共產黨建政之後隨即進入毛澤東時代，1949年至1974年間，中國人民幾乎無出國權，對入境者亦有限制。直到20世紀70年代末，復出掌權的鄧小平決定大力推動旅遊業作為賺取外彙的經濟手段，並開始發展旅遊業，建設項目開始增加，歷史及新景點進行翻新，對外開放，專業導遊及其他服務人員得到培訓。中國擴大內外航空交通設施。80年代中期，中國有250多個市縣對外開放。旅客只要有效簽證或居留證就可以訪問100個地點；其餘語言環境所需旅行證件由公安機關處理。1985年，約有140萬外國人訪問中國，旅遊業收入近13億美元。

### 近況
2017年底，統計入境中國大陸旅遊人次係1億3千9百萬，外國人入境市場比前年多3.6%，一帶一路城市活躍度有上升。早在2015年4月，中日韩三国在日本举行旅游部长会议，提出到2020年推动外國游客人数从2014年的2000万增长至3000万，并考虑在2018年平昌冬奥会以及2020年东京奥运会期间共同启动"东亚观光签证"，吸引更多来自三国之外的游客前来观光。2015年，世界經濟論壇旅遊業競爭力報告顯示，中國排名從上次報告中的第45位升至第17位。聯合國世界旅遊組織數據顯示，2017年中國人外出花費2580億美元，佔2成國際旅遊收入，有1.305億中國人到外國旅遊。近年中國局勢情況和政策，可影響業界發展。中美貿易戰期間，中國政府及媒體多次批評美方。2018年1月12日，中國駐美大使館發表文章對前往美國旅遊的中國遊客進行「提醒」，指：醫療費用昂貴、槍擊等重案常見、海關的搜身權、入境及安檢程序較中國麻煩複雜。2004年至2014年的中日關係一度緊張，導致入境日本的中國大陸遊客按年減少19%；越南，菲律賓與中國捲入南海領土爭議問題。2009年至2013年，越南，菲律賓入境中國客數量反升65%和33%。有批評媒體將中國政策與中國旅客數量，視為一種「經濟戰新武器」。事實上，中國對美經濟戰方面、北韓核問題，韓國部署薩德反導彈系統事件等，中國政府都就旅遊業進行限制政策可以作回應：。日本報章《日經亞洲評論》指，10年前帛流岩石島是尋找清幽之所遊客天堂；現在就有大批遊客。帛流旅遊局局長稱：「你花很多錢獨自享受，變成你要和很多人分享。」。
2019年中国旅游研究院发布数据显示，旅游直接就业2825万人，旅游直接和间接就业7987万人，占中国就业总人口的10.31%，对GDP的综合贡献为10.94万亿元，占GDP总量的11.05%。

#### 統計數據
- 中國遊客：36.1億人次（2014年）
- 中國旅遊收入：3兆312億元人民幣（2014年）
- 入境游客：1億3941万人次（2017年）
  - 港澳台地區：1億213万人次（2014年）[13]
  - 外國：2636万人次（2014年）
- 入境过夜游客：5562万人次（2014年）
- 旅游外汇收入：569亿美元（2014年）
- 国内居民出境：1億1659万人次（2014年）
  - 因私：1億1003万人次（2014年）
  - 因公：658萬人次（2014年）

下表為2016年赴中國入境旅行的遊客數量
| 排名 | 国家/地区  | 数量       |
| ---- | ---------- | ---------- |
| 1    |            | 14,560,566 |
| 2    | 越南       | 8,735,821  |
| 3    | 日本       | 5,622,777  |
| 4    | 马来西亚   | 3,322,616  |
| 5    | 俄羅斯     | 1,750,800  |
| 6    | 美国       | 1,446,800  |
| 7    | 蒙古国     | 1,237,000  |
| 8    | 新加坡     | 1,185,800  |
| 9    | 菲律賓     | 1,067,922  |
| 10   | 臺灣       | 1,000,721  |
| 11   | 印度       | 1,000,266  |
| 12   | 泰國       | 909,000    |
| 13   | 加拿大     | 514,322    |
| 14   | 印度尼西亞 | 369,109    |
| 15   |            | 254,434    |
| 16   | 德国       | 200,655    |

### 局限性
中國大陸：
在《2015全國旅遊工作會議工作報告》指出改善方向：
缺失方面與國際眾多旅遊景點雷同，有商家秩序失范等问题，消费者对于垄断市场、設施衛生、非法经营、欺客宰客、强迫消费等现象极为不满。2017年11月，中國共產黨中央委員會總書記習近平就旅遊系統推進“厕所革命”工作取得的成效作出重要指示，認為公共廁所現代化問題是歷史遺留短板，必須極大程度加強建設。2017年底統計全国共新改建旅游厕所6.8万座，還在持續進行中。
中國國家旅遊局提交《2016中國遊客文明形象年度報告》中指，受訪外國民眾普遍認同中國遊客質素有提升。中國中央電視台報導，世界旅游组织执行主任曼努埃尔·巴特勒·哈尔特聲言文明出游、旅行准备等方面中国游客“居于世界前列”。
香港：
香港特別行政區政府於2018年表示，近年到訪香港遊客多數是中國大陸人。2017年7月訪港旅客人次5,167,700中有4,077,183人次是大陸；2018年7月大陸訪港旅客人次有4,402,955。部份媒體稱中國遊客為強國客。有遊客進行違規拍照，甚至偷拍法庭審訊人物同過程，有激進親共派中國人士恐嚇同攻擊本土主義人士；瑞典又有一家中國客大吵大鬧成為國際頭條新聞。中国游客飞机上的異常行為亦被媒體大力報導，如機上打鬥、侮辱空中服務員並不遵守其指示，或自行打開逃生門等，很多時令航班要截返或延遲，警方介入並上報。其他針對中國遊客有中港矛盾，光復上水，驅蝗行動等成為香聞頭版。
外國：
日本政府觀光局統計2015年中國遊客訪號人數為499萬人，按年增長107%，首次成為排名第一，第二韓國400萬人次，第三台灣368萬人次。日本知名媒體人加藤嘉一撰文指，近年「中國遊客爆買」現象與安倍經濟學有關。美國劇集《Yellowstone》（黃石公園）含辱華成為，劇中講述角色John Dutton向中國遊客說：「This is America. We don't share land here.」此涉針民族及反共成份。中國電影、港產片常旅遊上種族歧視的情節和自嘲。李小龍《猛龍過江》；成龍的《西域威龍》、《尖峰時刻》中，在電影中見當地白人和黑人提及剃髮易服，中國飲食文化史（食蟲、吃狗肉），對中國遊客身份的成龍進行嘲笑和歧視。

### 旅行社与业态演变
旅行社在中国内地旅游业的角色因时而异。

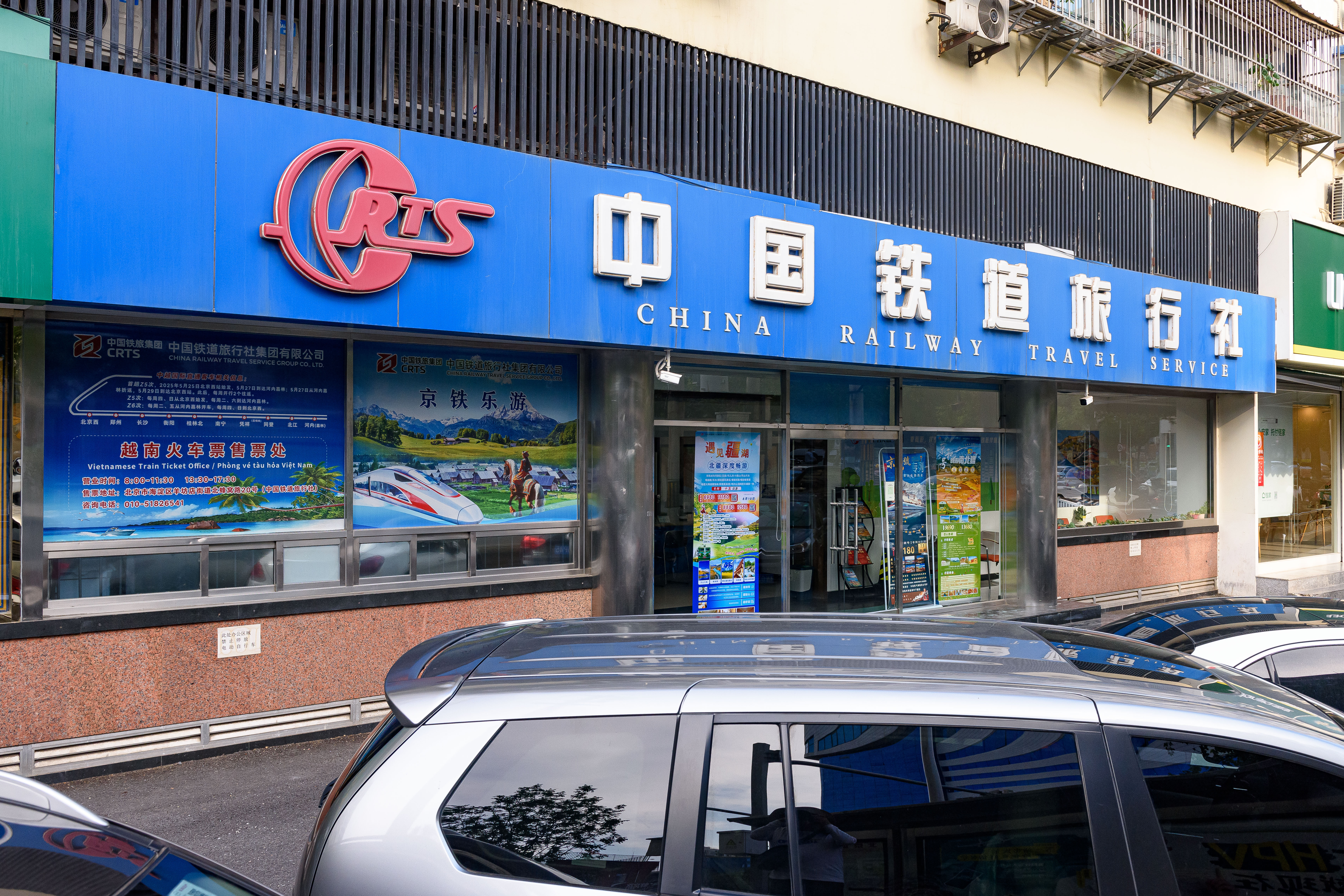
中国铁道旅行社原为铁道部直属，2002年划归北京铁路局；目前其门市部仍然办理北京西站至越南方向Z5/6次列车售票业务，北京站始发的中国铁路国际联运旅客列车则由中国国际旅行社总社代理售票业务

国务院1985年5月11日发布的《旅行社管理暂行条例》将旅行社分为三类：一类旅行社为经营对外招徕并接待外国人、华侨、港澳台居民来中国、归国或回内地旅游业务的旅行社；二类社为不对外招徕，只经营接待第一类旅行社或其他涉外部门组织的外国人、华侨、港澳台居民来中国，归国或回内地旅游业务的旅行社；三类社为经营中国公民国内旅游业务的旅行社:54。
1996年10月15日发布的《旅行社管理条例》将原有的三类旅行社划分标准废除，改为国际旅行社、 国内旅行社两类。2009年5月1日施行的《旅行社条例》则不再以业务范围对旅行社分类。
在电子商务大潮下，各大在线旅游平台的崛起对基于门店的传统旅行社构成了挑战。

## 主要景點

### 世界遗产
截至2019年，中国经联合国教科文组织审核被批准列入《世界遗产名录》的中国世界遗产共有55项（包括自然遗产14项，文化遗产37项，双重遗产4项，含跨国项目1项）。在数量上与意大利并列世界第一，其中首都北京拥有7项世界遗产，是世界上拥有遗产项目数最多的城市。

### 其他景點
- 原生境保存：自然保護區、風景名勝區、典型地震遺址、地質公園、礦山公園、森林公園、城市濕地公園、濕地公園、水利風景區、水土流失重點防治區、生態功能保護區、海洋特別保護區、水產種質資源保護區、畜禽遺傳資源保護區等。

- 非原生境保存：重點公園等。

- 歷史文化遺存：重點文物保護單位、重點烈士紀念建築物保護單位、漢地佛教重點寺院、道教重點宮觀、歷史文化名城、歷史文化名鎮 、歷史文化名村、歷史文化名街、文化生態保護區、考古遺址公園等。

- 國際國家名錄：世界遺產名錄、世界記憶名錄、人類非物質文化遺產代表作名錄、急需保護的非物質文化遺產名錄、優秀實踐名冊、全球重要農業文化遺產名錄、世界生物圈保護區網絡、世界地質公園網絡、國際重要濕地名錄、國家自然與文化雙遺產預備名錄、中國檔案文獻遺產名錄、國家級非物質文化遺產名錄、中國生物圈保護區網絡、國家重點保護濕地名錄、國家一級文物、國家珍貴古籍名錄等。

- 生物物種資源：國家重點保護野生動物名錄、國家重點保護野生植物名錄、國家保護的有益的或者有重要經濟、科學研究價值的陸生野生動物名錄、國家重點保護野生藥材物種名錄、國家重點保護經濟水生動植物資源名錄、國家級畜禽遺傳資源保護名錄等。

- 文教遊憩資源：國家重點京劇院團、國家重點美術館、中央地方共建國家級博物館、全國古籍重點保護單位、國家一級博物館、國家一級圖書館、中國優秀旅遊城市、中國旅遊強縣、國家旅遊度假區、國家國防教育示範基地、全國愛國主義教育示範基地、國家登山健身步道系統、中國溫泉之鄉（城、都）、中國地理標誌產品、中華老字號等。

## 景区分级
中国大陆的风景区根据知名度、游客接待量和满意度、服务质量、保护情况等分为AAAAA至A级共五个等级。评定工作由文化和旅游部和各省市旅游部门组织的景区质量等级评定委员会进行。
- 国家5A级旅游景区
- 国家4A级旅游景区
- 国家3A级旅游景区
- 国家2A级旅游景区
- 国家1A级旅游景区

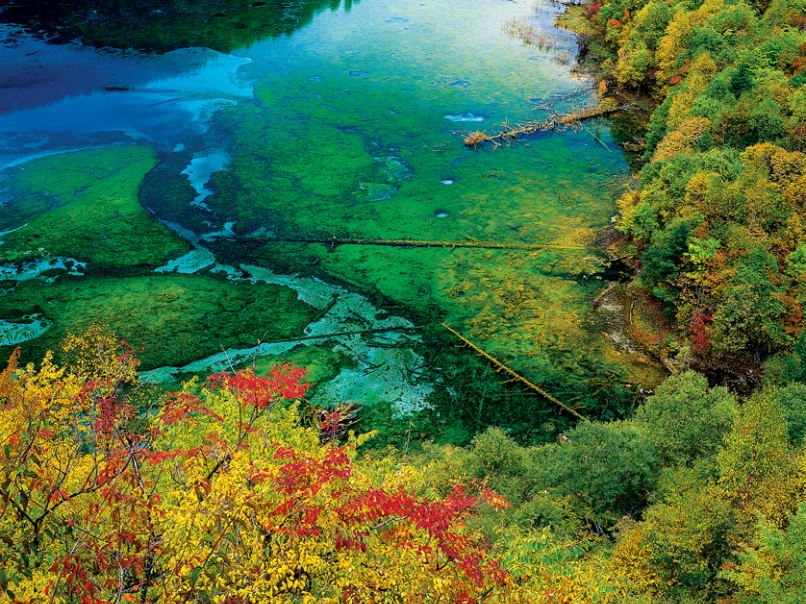
九寨沟
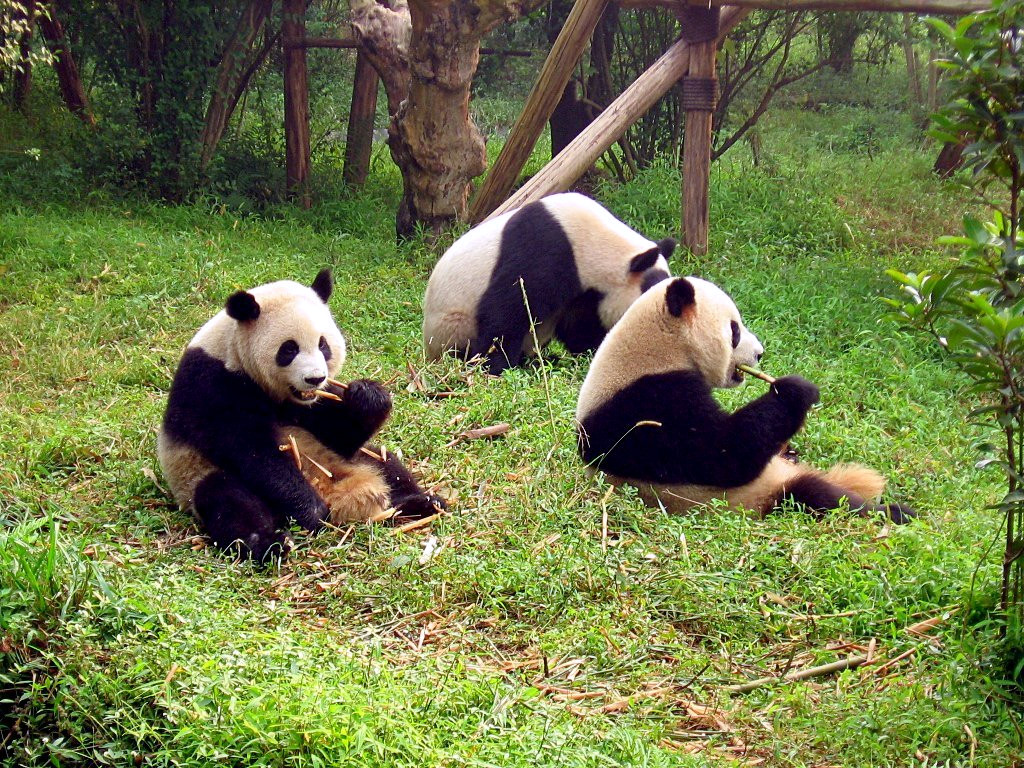
大熊猫栖息地
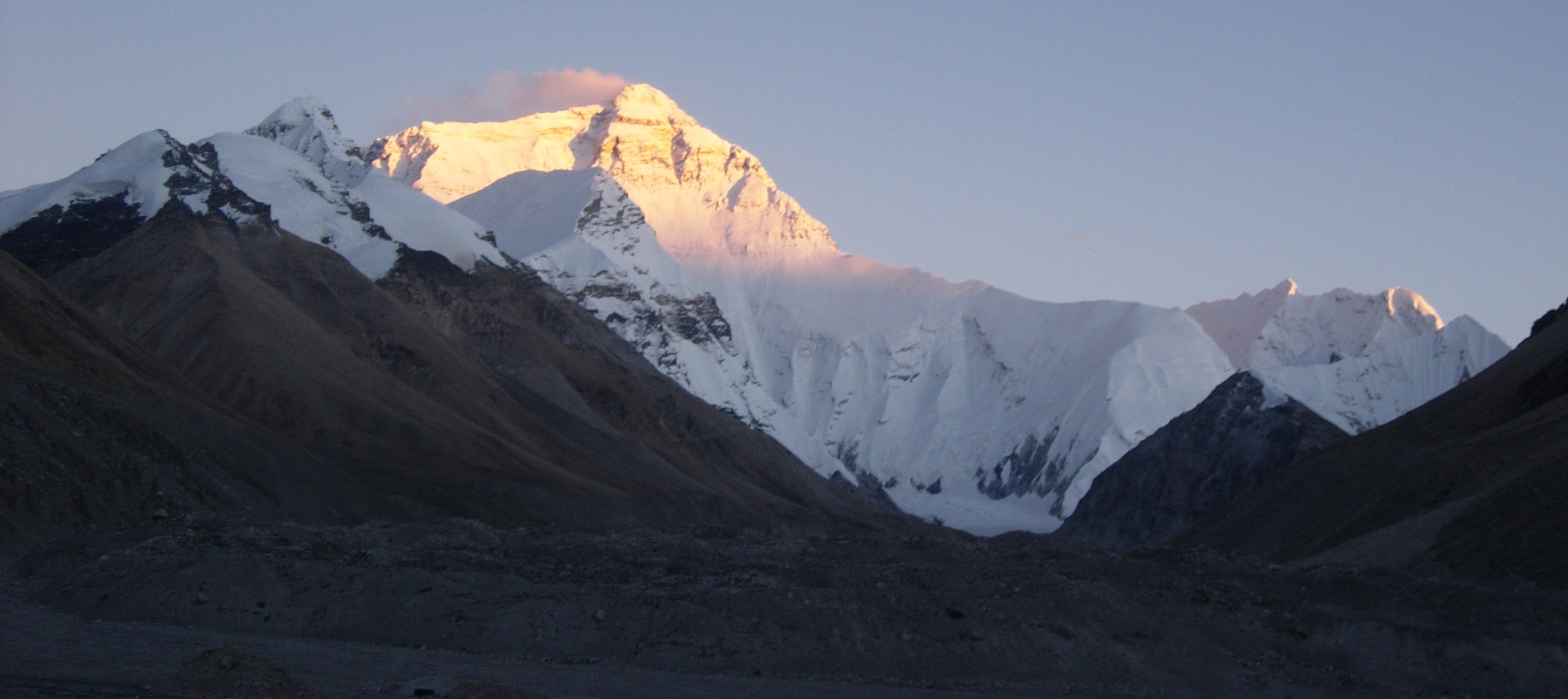
珠穆朗玛峰
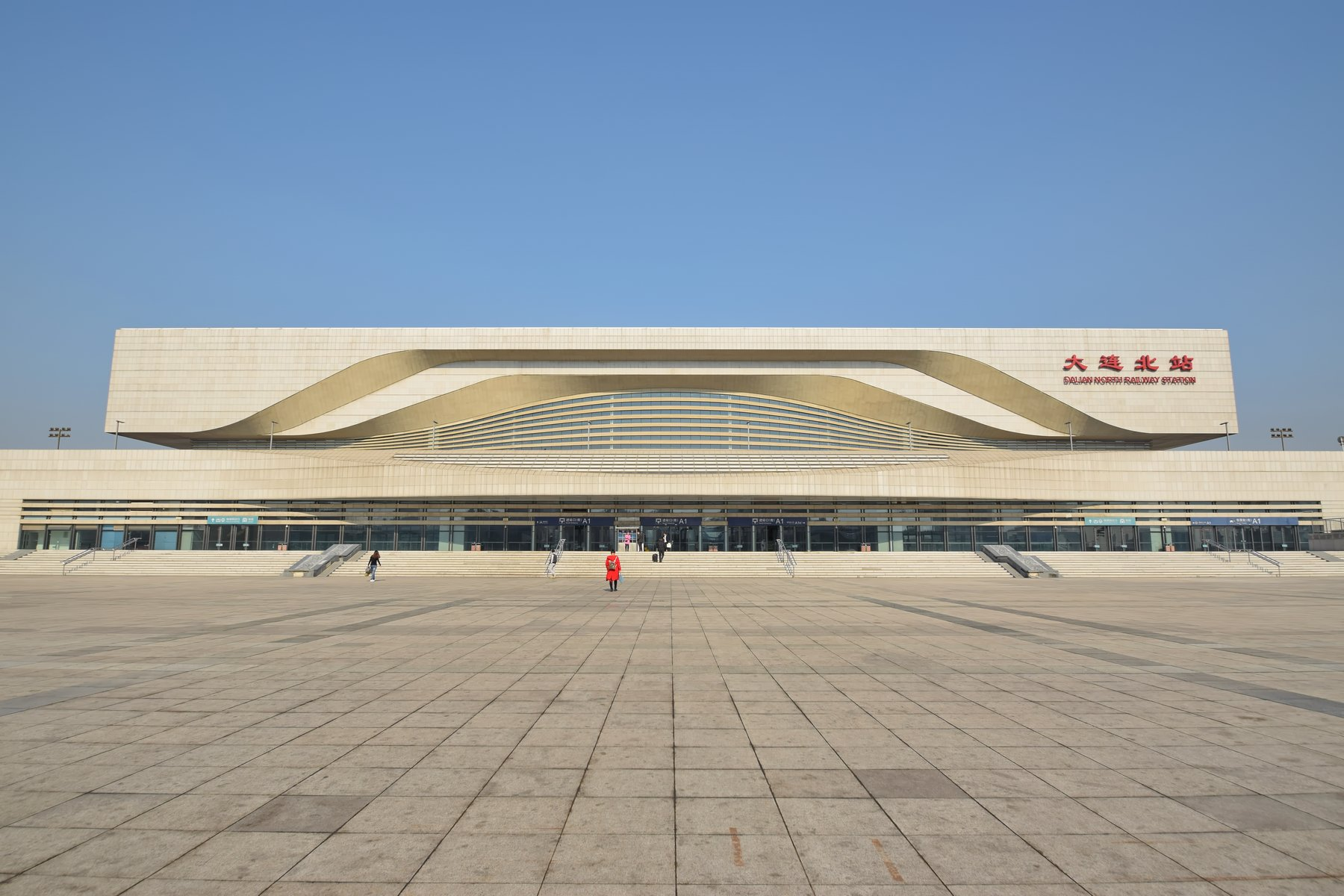
大連高鐵站
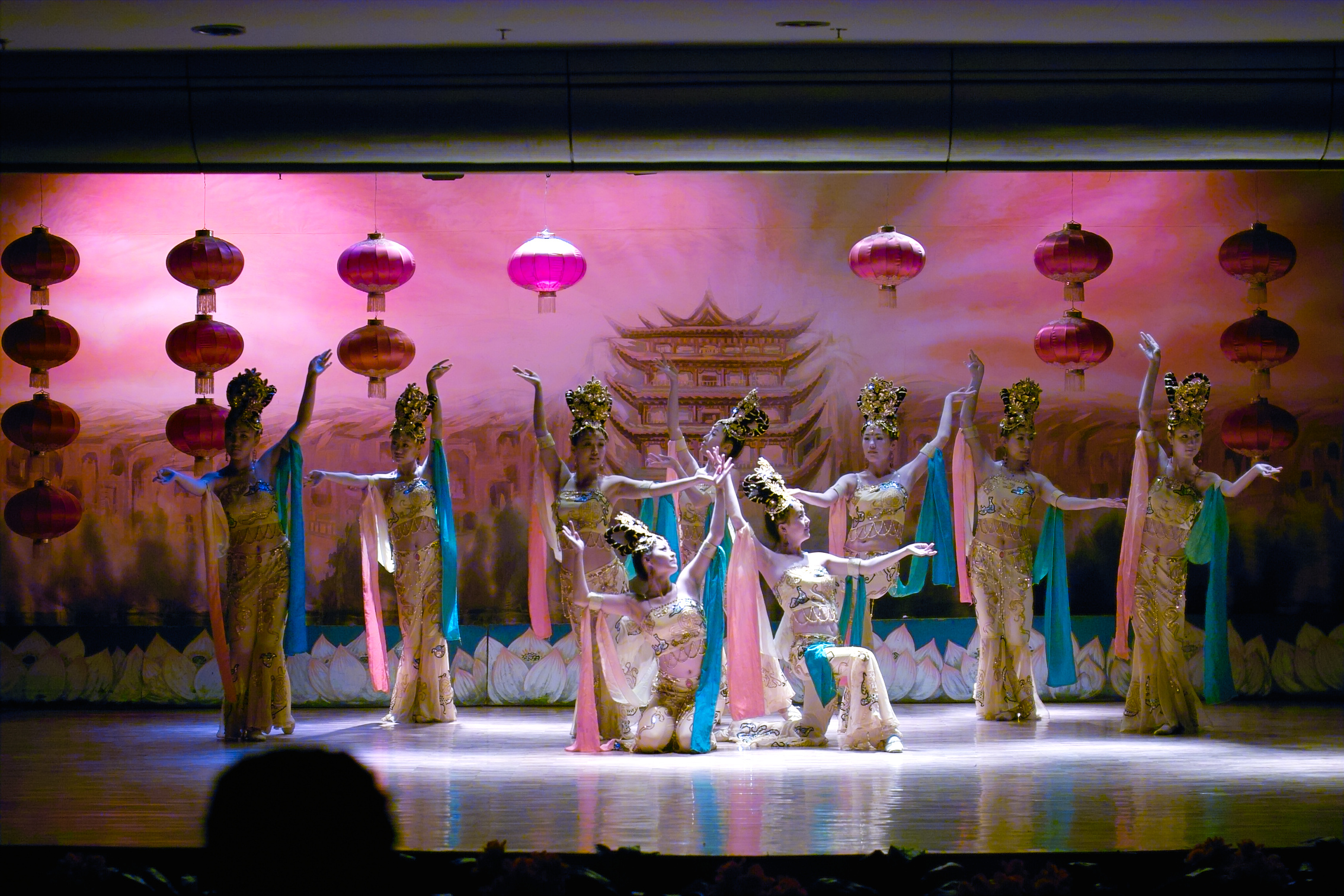
敦煌舞表演
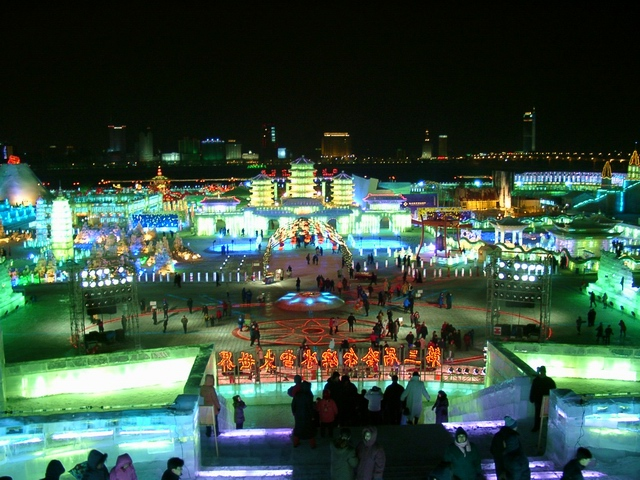
哈爾濱冰雕節
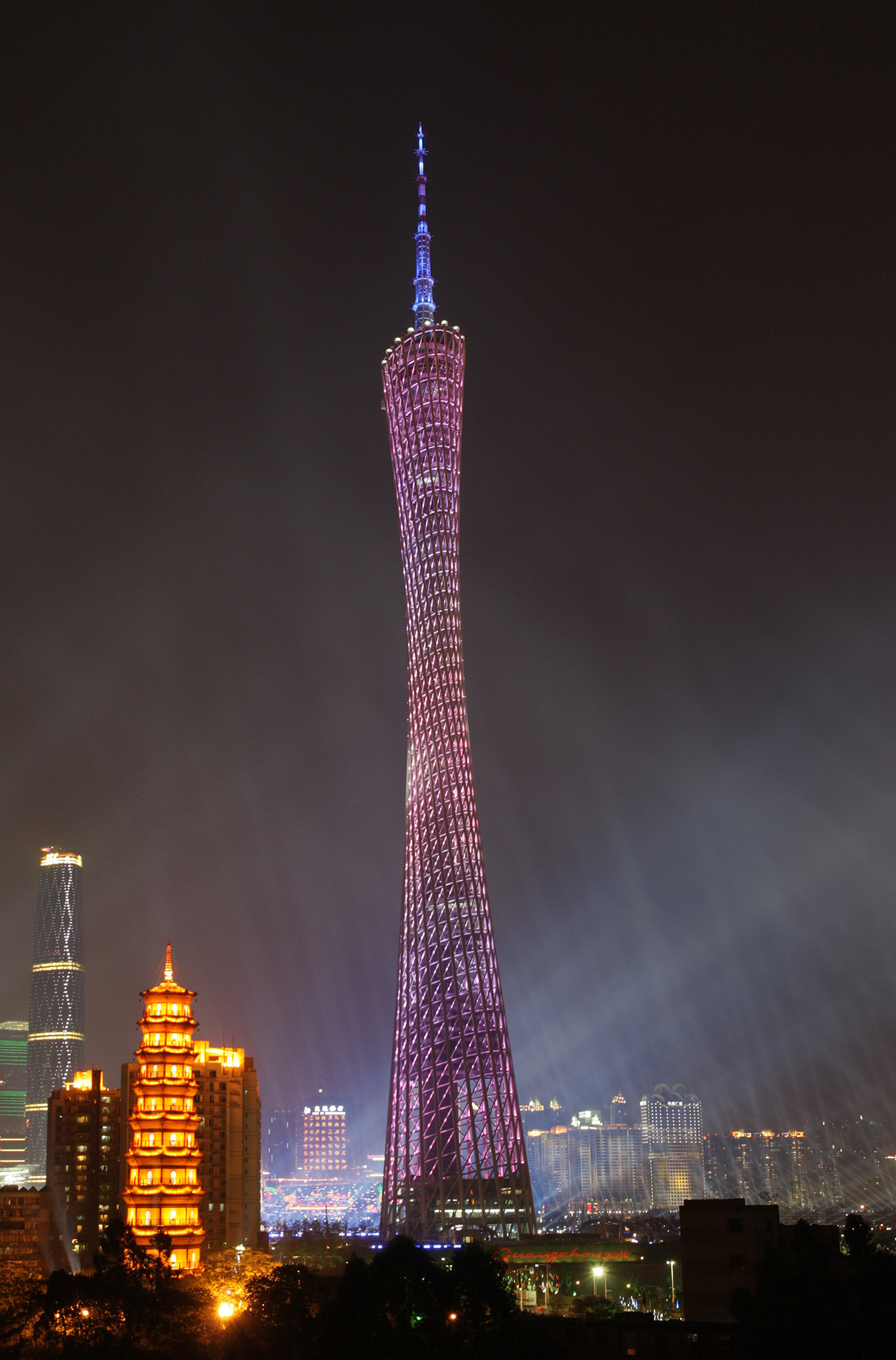
廣州塔市中心
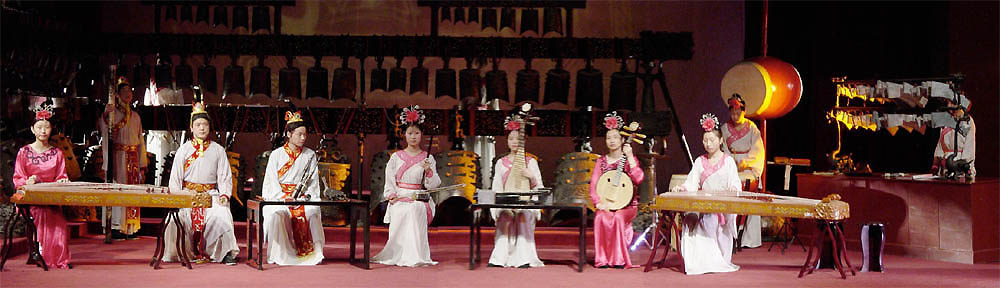
湖北編鐘古樂表演
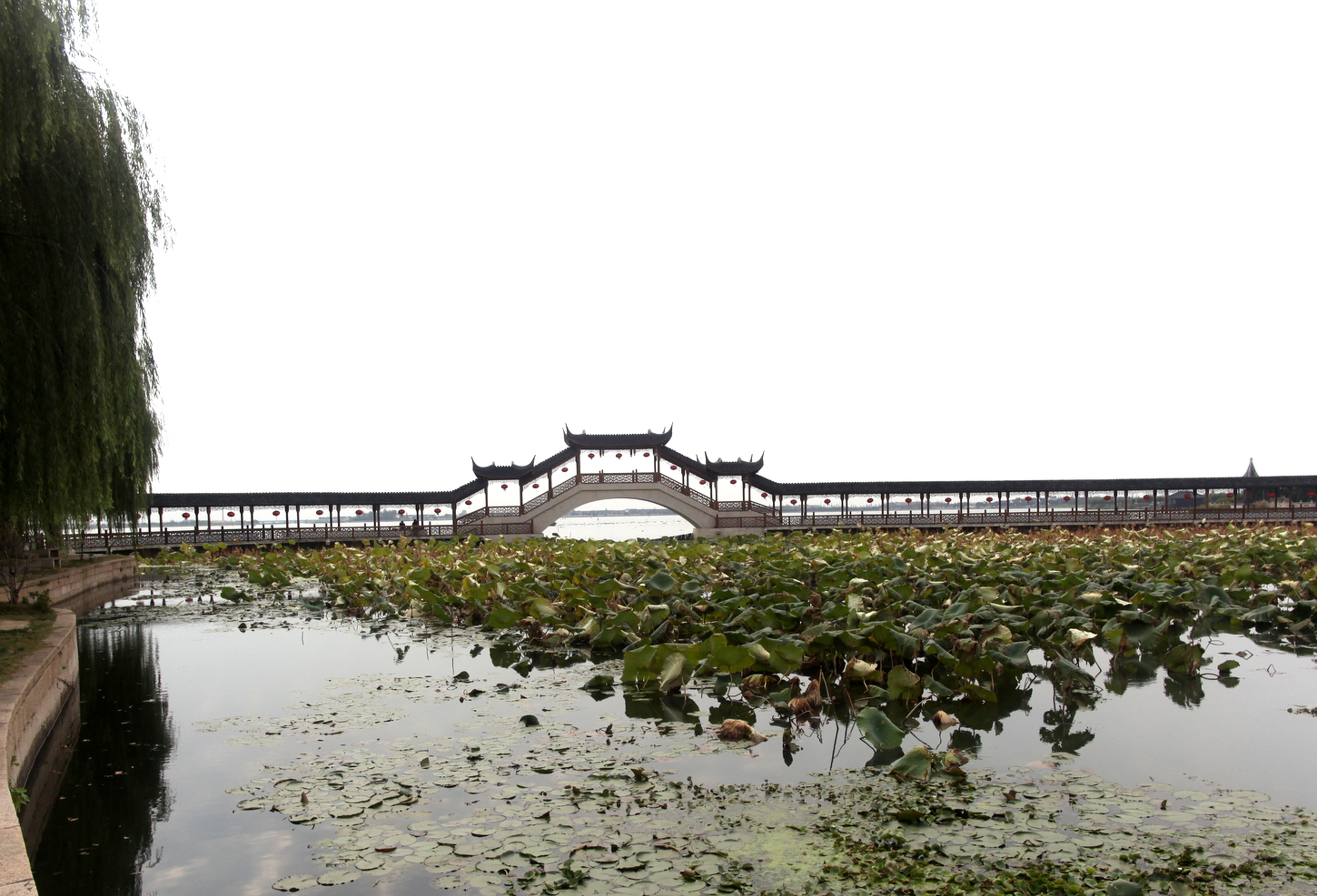
崑山錦溪廊橋
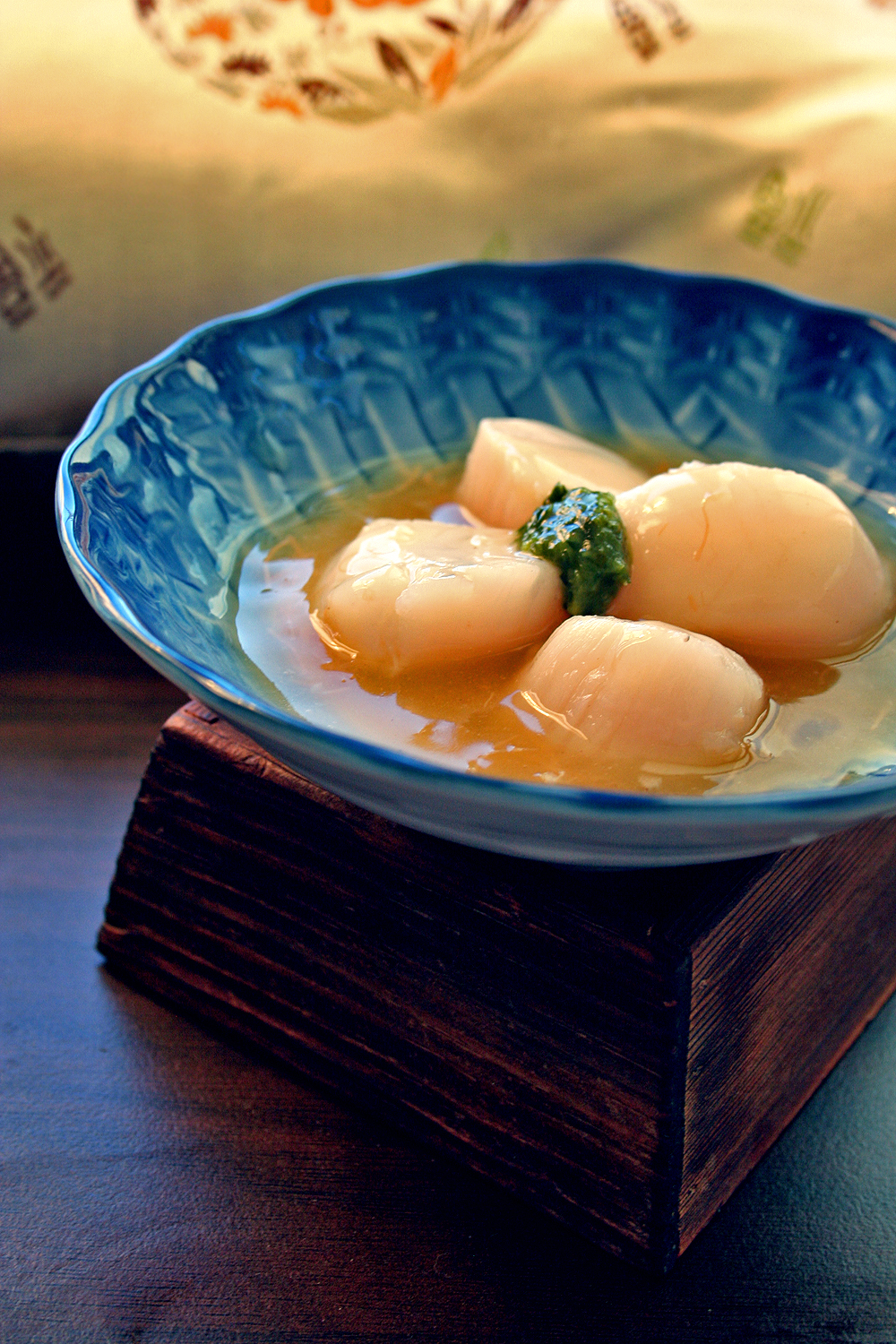
浙江菜高湯干貝

## 語言
中國籍遊客是以普通話和簡體中文為主的群體，通稱為「中國遊客」(英文：Mainland Chinese visitor)，內地遊客，大陸遊客。中國以及國際媒體和社會高度關注中國旅遊業中的中國遊客方面的問題，各地亦發生針對中國旅遊問題的社會運動。

## 外部連結
- 中华人民共和國文化和旅遊部（页面存档备份，存于）
- 中華人民共和國旅遊海外推廣網站
- 维基导游上有關中华人民共和国的旅行指南